# قصر إيفغ
قصر إيفغ هو قصرٌ (قريةٌ محصنة) في المغرب، يقعُ في منطقة أغبالو أنكردوس.